# Apabhraṃśa
Apabhraṃśa (əpəbʱrəm'ʃə, nome nativo in sanscrito; s.m.; lett. "caduta", "corruzione", da intendere come "lingua corrotta"; devanāgarī अपभ्रंश; in pracrito avahansa), è una lingua utilizzata principalmente nell'India settentrionale prima dell'avvento delle lingue moderne, nel periodo compreso tra il VI e il XII secolo. Fa parte delle lingue di ceppo indoeuropeo.
Dal punto di vista linguistico l’apabhraṃśa rappresenta l’ultimo stadio evolutivo del medio indoario, essendo collocata tra il pracrito e le lingue moderne. I poeti apabhraṃśa hanno chiamato la loro lingua soltanto bāsā (lingua), desī bāsā (lingua locale) o gāmeli bāsā (lingua rurale), tuttavia nelle grammatiche e nei trattati di retorica in sanscrito per tale lingua è stata soprattutto utilizzata la denominazione apabhraṃśa, anche se talvolta si può riscontrare quella di apabhraṣṭ. Questa denominazione, che è prettamente dispregiativa, è stata data all’apabhraṃśa dagli eruditi sanscriti.

## Etimologia
Dall’autore del Mahābhaṣya Patañjali, che ha utilizzato la parola “apabhraṃśa”, si viene a sapere che venivano chiamate apabhraṃśa o apaśabd le diverse forme di parole sanscrite in uso da parte della gente comune: parole corrotte, imperfette e volgari rispetto allo standard del sanscrito. Il termine apabhraṃśa venne successivamente utilizzato per definire tutta la lingua. Ne dà conferma da Dandin (VII sec.), che riporta come nei trattati grammaticali fossero chiamate apabhraṃśa le parole diverse (‘itara’) dal sanscrito; in questo modo vengono incluse nella denominazione apabhraṃśa tutte le parole di palī, pracrito e apabhraṃśa. Tuttavia per la lingua palī e il pracrito non si utilizza il termine apabhraṃśa.
Patañjali è stato il primo studioso ad utilizzare i nomi pracrito e apabhraṃśa col medesimo significato. Tuttavia il Nāṭyaśāstra di Bharata Muni è la prima opera nella quale si trova un sostanziale riferimento all’apabhraṃśa nel suo significato moderno. In questo testo il dialetto degli Ābhīr (tribù pastorale nomade dell’India nord-occidentale), nel quale si riscontra un abbondante uso della vocale -u, viene denominato apabhraṃśa (nella regione originaria degli Ābhīr si utilizzano parole la cui forma è molto simile a quella attestata in apabhraṃśa). Dandin, nel chiarire la questione, ha aggiunto che in poesia l’antico dialetto degli Ābhīr è ricordato col nome di apabhraṃśa. Da ciò si può dedurre che il nome apabhraṃśa era convenzionale per quella lingua il cui lessico era diverso dal sanscrito e la cui grammatica era preminentemente basata sul dialetto degli Ābhīr. È proprio con questo significato che con apabhraṃśa si denomina quella lingua dalle caratteristiche diverse rispetto alla lingua del pāli e del pracrito.
Negli antichi trattati di retorica si trovano due tipi di sistemi di pensiero contraddittori in relazione all’apabhraṃśa. Da un lato Namisadhu (XI sec. d.C.), nel suo commento a Rudraṭa (IX sec.), chiama l’apabhraṃśa pracrito. Dall'altro, Bhāmaha (VI sec.) e Dandin (VII sec.), due eruditi precedenti, considerano l’apabhraṃśa una forma di lingua poetica indipendente e distinta dal pracrito. Jacobi, nella sua introduzione in tedesco al commento alla Bhavissattakaha, (traduzione inglese, Baroda Oriental Institute Journal, giugno 1944) cercando di trovare una soluzione a queste opinioni contraddittorie afferma che, dal punto di vista lessicale, l’apabhraṃśa è affine al pracrito, mentre dal punto di vista grammaticale è distinta da questo. In questo modo la maggior parte del lessico dell’apabhraṃśa (addirittura fino al 90%) deriva dal pracrito, mentre la struttura grammaticale è più vicina alle lingue moderne rispetto a quella del pracrito. Da studi sistematici delle osservazioni sull’apabhraṃśa riscontrabili nelle grammatiche antiche, si sa che a partire dal ‘600 questa lingua ebbe un’evoluzione graduale.
Bharata Muni (III sec. d.C.) ha chiamato apabhraṃśa la lingua delle tribù note con i nomi di śābar, ābhīr, gurjar. Caṃḍa (VI sec. d.C.) nel Prākṛtalakṣaṇam la chiama dialetto e proprio il suo vicino re di Valabhī Dhruvasena II in un’incisione di rame dedicò un encomio al proprio padre, nel quale lo definì esperto nelle composizioni poetiche (prabhanda) in sanscrito, pracrito e anche apabhraṃśa. Col passare del tempo nel VII sec. d.C., grazie a letterati come Bhāmaha e Dandin la lingua poetica dell’apabhraṃśa si affermò ulteriormente. L’autore del Kāvyamīmāṃsā Rājaśekhar (X sec. d.C.), avendo dato ai poemi in apabhraṃśa una prestigiosa posizione presso la corte reale, la indicò all’onore del regno, perciò il commentatore Puruṣottama (XI sec.) la dichiarò lingua dotta. Proprio nello stesso periodo il poligrafo Hemcandra,con la stesura della sua ampia e dettagliata grammatica apabhraṃśa, conferì a tale lingua ancora più prestigio. In questo modo quella che nel III secolo era la lingua popolare della comunità originaria degli Ābhīr, diventa lingua letteraria nel VI secolo tanto che nell’XI secolo è ormai giunta ad essere una lingua sempre più raffinata e regale.

## Espansione geografica
Nei testi antichi si trovano anche dei riferimenti geografici che riguardano l’apabhraṃśa. Fino all’epoca di Bharata (III sec.) questa era la lingua dell’India nord-occidentale, tuttavia all’epoca di Rājaśekhar (X sec.) la lingua era diventata la lingua del Panjāb, del Rājasthān e del Gujarārat, vale a dire di tutta l’India occidentale. In più le prime opere letterarie in lingua apabhraṃśa di Svayambhū, Puṣpadant ed altri, confermano che a quell’epoca in tutta l’India settentrionale questa aveva acquisito lo status di lingua letteraria.
I grammatici specularono anche sulle diverse varietà di apabhraṃśa. Secondo il grammatico pracrito Mārkaṇḍeya (XVII sec.) ne esistevano tre tipi: nāgara (cittadina), upanāgara (periferica) e brācaḍa. Anche secondo Namisādhu (XI sec.) ne esistevano tre tipi ma le denominazioni da lui riferite sono upanāgara (periferica), ābhīra e grāmya (rurale). Da tali nomi non si inferiscono differenze areali o geografiche di alcun tipo. Gli studiosi dichiararono gli Ābhīr fuori casta: in questo modo si può presumere una connessione tra il termine brācaḍa e il termine vratya (fuori casta). In tali condizioni gli Ābhīr e i Brāca avevano un solo dialetto con due denominazioni diverse. Kramadīśvar (XIII sec.) stabilì una relazione tra apabhraṃśa urbano e la metrica Śasak. Quest’ultima rinvenuta per lo più proprio nelle regioni occidentali. In questo modo tutte le diverse sub-classificazioni dell’apabhraṃśa hanno dimostrato di essere connesse proprio con tali regioni dell’India. Infatti la forma standardizzata dell’apabhraṃśa letteraria era la lingua dell’India occidentale, per quanto in altre regioni la sua spontanea diffusione fece in modo che si legasse anche alle culture locali. In base alla struttura acquisita, gli studiosi hanno ipotizzato l’espansione orientale e meridionale di due diverse lingue apabhraṃśa locali.

## Caratteristiche
Una spiegazione completa della struttura della lingua apabhraṃśa si trova nel Siddhahemaśabdānusāsanam di Hemacandra. La stessa tendenza al mutamento fonetico attraverso la quale le parole tadbhava, rispetto alle corrispondenti forme sanscrite, erano attestate in pracrito, è stata riscontrata in apabhraṃśa. Un tipico esempio di tale tendenza al mutamento fonetico è l’elisione dei suoni ‘ka’, ‘ga’, ‘ca’, ‘ja’, ‘ta’, ‘da’, ‘pa’, ‘ya’ e ‘va’, che non si trovano a inizio parola o non facenti parte di gruppi consonantici, e la loro conseguente sostituzione con la vocale ‘a’ inerente o la semivocale ‘ya’. In questo modo come in pracrito così anche in apabhraṃśa i gruppi consonantici vengono assimilati dando origine a consonanti geminate: così ‘kv’ muta in ‘kk’ e ‘dv’ muta in ‘dd’. Tuttavia nell’apabhraṃśa le vocali inerenti che si trovano ad essere in posizione contigua, gradualmente si assimilano formando una vocale non inerente e dopo aver semplificato le consonanti doppie è stata aumentata la tendenza a conservare una consonante. Allo stesso modo in apabhraṃśa ci fu qualche altro mutamento fonetico rispetto al pracrito. Nella declinazione nominale dell’apabhraṃśa, a causa dell’erosione fonetica i casi subiscono forti mutamenti in confronto al pracrito: per esempio al posto dell’originaria forma ‘-eṇ’ del caso strumentale, si riscontra ‘-eṃ’ e, parallelamente, al posto dell’originaria forma ‘-ssa’ del caso genitivo troviamo ‘-ha’. Inoltre in apabhraṃśa le diverse relazioni fra nome e verbo sono state espresse anche senza l’ausilio di casi flessivi veri e propri. Al loro posto vengono utilizzate le posposizioni sahuṃ, tehiṃ, desi, taṇeṇa, kera, majjhi. Rispetto al pracrito aumentò l’utilizzo dei verbi derivati dal participio e iniziò la costruzione dei verbi composti.

## Letteratura apabhraṃśa
La letteratura apabhraṃśa a noi pervenuta è costituita per lo più da opere poetiche jaina: gli autori erano di religione jaina e i soggetti, sia della prosa che dei versi, sono di origine devozionale jaina, o tratti dai Purāṇa. Il più antico e noto poeta è Svayambhū (IX sec. d.C.), la cui storia di Rāma, il Paum-cariu, ha la struttura del Mahābhārata. Un altro grande poeta è Puṣpadaṃta (X sec. d.C.) che nel grande poema intitolato Mahāpurāṇa illustrò la biografia dei 63 personaggi leggendari della tradizione jaina. In questo poema sono narrate tanto la storia di Rāma quanto quella di Kṛṣṇa. Oltre a questa opera Puṣpadaṃta compose anche due biografie minori: il Ṇayakumāracariu e il Jasanacariu. Un terzo poeta molto popolare è Dhanapāla (XII sec. d.C.) la cui Bhavissayatta kahā è una vecchia storia diventata popolare che viene raccontata nell’occasione dello Śrutapaṃcamī. Degno di nota è anche il poema biografico Karakaṃḍucariu di Kanakāmara Muni (XI sec. d.C.). Il metro preferito utilizzato nell’apabhraṃśa è il distico, che in questa lingua è denominato dohābhanda e nel pracrito, a causa del metro classico, è stato chiamato gāhābandha. Tra gli svariati distici, degne di nota per l’interesse suscitato nel pubblico, sono alcune composizioni letterarie apabhraṃśa che ci informano al riguardo dei primi asceti jaina come il Paramātmaprakāśa e lo Yogasāra di Iṃdu (VIII sec. d.C.), il Pāhuḍ dohā di Rāmasiṃha (X sec. d.C.), lo Sāvayadhammadohā di Devasena (X sec. d.C.). Dai distici in apabhraṃśa riportati da Hemacaṃdra nella sua grammatica e dal Prabaṃdhaciṃtāmāṇi ci è dato di sapere che sono stati scritti anche numerosi poemi lirici su temi legati alla passione e all’eroismo. Sono stati scritti inoltre poemi di genere lirico o narrativo, e, secondo il Saṃdeśrāsaka di Addahamāṇ (XIII sec. d.C.) anche interessanti poemi e romanzi di tipo sentimental-passionale. Sarahapā e Kanhapā sono tra gli autori delle più importanti opere in distici composte in apabhraṃśa da santi jaina e buddisti. Si trovano anche esempi di prosa in apabhraṃśa, la quale è presente in più di un caso nel Kuvalayamān di Udyotan Sūri (VII sec. d.C.). Grazie a recenti ricerche che hanno messo a confronto il materiale raccolto, si evince che la letteratura apabhraṃśa è estremamente abbondante. Di circa 150 testi in apabhraṃśa che sono stati rinvenuti, ne sono stati pubblicati approssimativamente una cinquantina.

## L’apabhraṃśa e le lingue indiane moderne
L’apabhraṃśa, moderna lingua indo-aria e i dialetti
- Śaurasenī-paścimī hindī (brajbhāṣa, khaṛī bolī, bāṃgru, kannaujī, buṃdelī).
- Rājasthānī (mewātī, mārwāṛī, mālawī, jaypurī), gujarātī.
- Ardhamāgadhī-pūrwī hindī (awadhī, baghelī, chattīsgaṛhī).
- Māgadhī-bihārī (bhojpurī, maithilī, magahī), baṃglā, uṛiyā, asamiyā.
- Khas-pahāṛī hindī.
- Paiśācī-lahaṃdā, paṃjābī.
- Brācaṛ-sindhī.
- Mahārāṣṭrī-marāṭhī.